# Arrayou-Lahitte
Arrayou-Lahitte – miejscowość i gmina we Francji, w regionie Oksytania, w departamencie Pireneje Wysokie.
Według danych na rok 1990 gminę zamieszkiwały 83 osoby, a gęstość zaludnienia wynosiła 17 osób/km² (wśród 3020 gmin regionu Midi-Pireneje Arrayou-Lahitte plasuje się na 980. miejscu pod względem liczby ludności, natomiast pod względem powierzchni na miejscu 1496.).